# Avril de Sainte-Croix
Adrienne Avril de Sainte-Croix (Carouge, 10 de febrero de 1855-Menton, 22 de febrero de 1939), también conocida como Ghenia Avril de Sainte-Croix, Eugénie Avril de Sainte-Croix o simplemente Avril de Sainte-Croix, fue una escritora, periodista, filántropa, feminista y pacifista francesa.  

## Biografía
Adrienne Pierrette Eugénie Glaisette, conocida por los nombres de Savioz (nombre de su madre), "Mlle Sainte-Croix", posteriormente "Madame Avril de Sainte-Croix", nació el 10 de febrero de 1855 en Carouge (cantón de Ginebra, Suiza). Su padre Marc Glaisette proviene de una familia hugonote de Gap que se estableció en el cantón de Vaud tras la revocación del Edicto de Nantes. Murió en 1858 dejando a su esposa y dos hijas jóvenes. En 1871, la familia Glaisette obtuvo la ciudadanía del municipio de Sainte-Croix, cantón de Vaud. Es el lugar de origen Sainte-Croix, que también da nombre a la iglesia católica de Carouge, lugar de nacimiento de Adrienne, el origen del seudónimo que asumirá años después.  
Avril de Sainte-Croix se mudó a París en la década de 1880. Escritora, periodista, autora de cuentos y crónicas bajo el seudónimo de Savioz, colaboró especialmente en Le Figaro, en l ' Eclair y en Siècle, en el que se posiciona con Dreyfus.
El  17 de mayo de 1900 se casó en París con un ingeniero divorciado, François Avril. Aunque protestante y situada en un entorno filantrópico protestante, no parece ser practicante. Librepensadora, forma parte de la Logia del Derecho Humano, creada por Maria Deraismes y Georges Martin. 

## La lucha abolicionista
Según el perfil elaborado por la periodista Jane Misme en 1930, fue en el Congreso Feminista de 1896 que Avril de Sainte-Croix "abrió los ojos al feminismo". Al año siguiente, se convirtió en colaboradora de La Fronde, un periódico para mujeres creado por Marguerite Durand. Al tomar conciencia de la situación de las mujeres en la prisión de Saint-Lazare, publicó una serie de artículos en el periódico. Durante el mismo año, fue a Londres al Congreso de la federación abolicionista en compañía de Louise Michel, un congreso en el que también participaron Isabelle Bogelot, delegada de la Obra de los liberados de Saint-Lazare, y la abolicionista Josephine Butler. 
Avril de Sainte-Croix se involucra en la lucha abolicionista : en 1901 fundó la Sociedad Libertadora de Trabajo, recuperación y reclasificación para niñas, reconocida como organización de utilidad pública el 28 de junio de 1913.  Al igual que el Patronazgo de las liberadas de Isabelle Bogelot o la acción de Sarah Monod, se trata de ayudar material y moralmente a las mujeres afectadas por la prostitución. Avril de Sainte-Croix crea salas de asilo para menores, dispensarios médicos, una escuela vocacional e incluso una escuela agrícola en Epernon (Eure-et-Loir). Entre los benefactores de la asociación se encuentran las principales responsables del Consejo Nacional de Mujeres Francesas.   : Gabrielle Alphen-Salvador, Sarah Monod y su primo Henri Monod, director de asistencia pública, Julie Siegfried y su esposo el diputado Jules Siegfried. 
Se la encuentra en otras obras filantrópicas francesas: es miembro de la junta directiva de la Asociación para la represión de la trata de blancas y la preservación de la niña, en el comité honorario de la Asociación para el desarrollo de la asistencia a los enfermos, o nuevamente en 1905 en el comité central de la Liga francesa de los derechos del hombre y del ciudadano. 

## Feminista internacional
Feminista convencida, Avril de Sainte-Croix considera que es necesario tiempo para avanzar en los cambios: “después se ser feministas por oportunismo, después lo serán por convicción;  y estoy segura de que pronto imaginarán sinceramente que han defendido la idea en lugar de haber sido arrastradas por ella ”.

### Consejo Nacional de Mujeres Francesas
Secretaria general del Consejo Nacional de Mujeres Francesas de 1901 a 1922, gestiona las relaciones entre las diferentes secciones, la articulación entre el consejo nacional y las ramas regionales, la organización de asambleas públicas, las relaciones con el Consejo Internacional de Mujeres y otras asociaciones extranjeras En 1922, sucedió a Julie Siegfried al frente del Consejo Nacional. Fue ella quien abrió los Estados Generales del Feminismo en 1929, cuyo comité de honor incluyó entre sus miembros a Aristide Briand, el presidente del Consejo, Raymond Poincaré y el reciente ganador del Premio Nobel de la Paz Ferdinand Buisson. En 1932, se retiró de la presidencia por razones de salud y dio paso a Marguerite Pichon-Landry, no sin ser elegida por aclamación como presidenta honoraria.

### Relaciones con el mundo político
Cuando, en 1903, los agentes morales arrestaron por error a dos niñas, feministas y abolicionistas protestaron una vez más contra la doble moral y exigieron reformas. El Ministro del Interior y Presidente del Consejo, Émile Combes, creó una comisión extraparlamentaria donde por primera vez se incluye a una mujer: Abril de Sainte-Croix. En su trabajo, Le Féminisme, publicado en 1907, afirma que no tuvo que sufrir excesivamente las protestas a pesar de la novedad  de una presencia femenina. Junto a ella hay algunos senadores favorables a los derechos de las mujeres como Jean Cruppi, Francis de Pressensé o Paul Strauss. 
Después de cuatro años de trabajo, la comisión presentó "un proyecto de ley que, en esencia, exigía que las mujeres y los hombres volvieran a la ley común" y condenaba la prostitución. En 1913, se convirtió en presidenta de una de las subcomisiones formadas para estudiar la lucha contra la prostitución y las enfermedades venéreas. El gobierno aún recurrirá a ella sobre esta cuestión abolicionista en 1921, nombrándola relatora en la Conferencia Internacional de la Liga de las Cruces Rojas para el estudio de la lucha contra las enfermedades venéreas. También forma parte de la comisión de Coulon-Chavagnes (1905-1907) que estudia las leyes conyugales desiguales y la incapacidad civil de las esposas. En 1916, Avril de Sainte-Croix y Julie Siegfried fueron responsables de la creación de la Sección de Estudios de la Mujer creada dentro del Museo Social. La colaboración entre el Consejo Nacional de Mujeres Francesas y el gobierno continúa y el Ministerio de Armamento crea un Comité de trabajo femenino, cuyos diez miembros provienen de esta sección femenina del Museo Social. Este comité, del que forma parte Avril de Sainte-Croix, es responsable de estudiar la situación de las obreras en las fábricas de guerra. Uno de los resultados es la concesión de un salario mínimo para las mujeres que trabajan en el hogar. Al mismo tiempo, Avril de Sainte-Croix fundó los Hogares-cantinas para las trabajadoras de las fábricas (que después de la Primera Guerra Mundial se convirtirán en los Hogares femeninos de Francia ): las mujeres se benefician de las comidas, baños y de otras ayudas. 
El compromiso de abril de Sainte-Croix va más allá de las fronteras francesas. Es próxima a Josephine Butler, cuya lucha abolicionista comparte, también s Ishbel Hamilton-Gordon, presidenta del Consejo Internacional de Mujeres, y de Emma Pieczynska-Reichenbach. En 1898, presidió la sección de la Unidad de Moralidad del Consejo Internacional de Mujeres, antes de ser en 1930 la primera vicepresidenta de la organización. Alentó la creación de consejos nacionales en Grecia, Turquía, Polonia, Checoslovaquia, Austria y se convirtió en la madrina con Julie Siegfried de los consejos nacionales de Paraguay en 1918. 
Su fama internacional le permitió ser, después de la guerra, una delegada de asociaciones internacionales de mujeres en la Liga de las Naciones. Está a cargo de la prostitución, la trata de mujeres y niños y la profilaxis de enfermedades venéreas. 
Su acción es recompensada por la orden de la Legión de Honor.   : caballero por decreto del 8 de octubre de 1920, fue nombrada oficial el 1 de julio de 1931   También recibió las grandes medallas de oro por Asistencia e Higiene. 
Quien durante su vida fue la personalidad feminista francesa con mayor influencia internacional murió el 21 de marzo de 1939 en Menton, a los 84 años. 

## Homenajes
La ciudad de París nombró el callejón Avril-de-Sainte-Croix en su memoria, en el jardín Ranelagh, en el corazón del distrito 16 de la capital. 